# Simfonie în re major
Simfonie în re major este un film românesc din 1974 regizat de Ion Visu.